# Alia (Columbellidae)
Alia là một chi very ốc biển nhỏ, là động vật thân mềm chân bụng sống ở biển trong họ Columbellidae.

## Các loài
According to the Cơ sở dữ liệu sinh vật biển (WoRMS), the following species with a valid name are gồm cód withtrong genus Alia:
- Alia aurantiaca (Dall, 1871)
- Alia callimorpha Dall, 1919
- Alia carinata (Hinds, 1844)
- Alia gausapata (Gould, 1850)
- Alia gouldi (Carpenter, 1856)
- Alia permodesta (Dall, 1890)
- Alia unifasciata (G.B. Sowerby, 1832)

## Hình ảnh

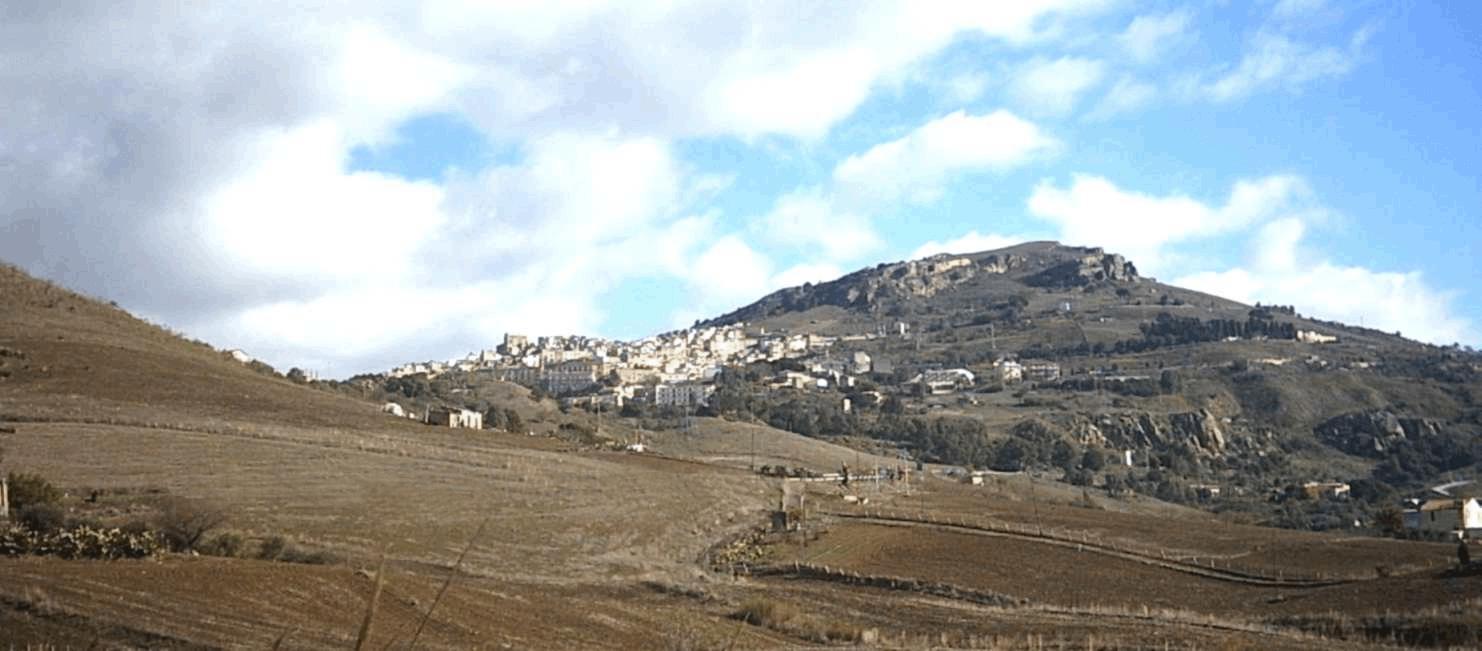